# Muzeul de Științe Naturale din Aiud

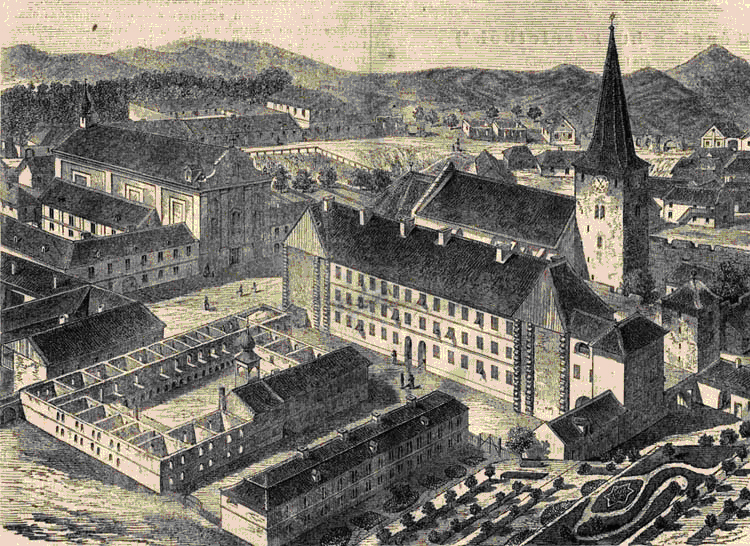
Colegiul Reformat din Aiud în anul 1858. În prim plan muzeul și grădina botanică, în plan secund mănăstirea franciscană (stânga, fără turn) și biserica reformată (cu turn).

Muzeul de Științe Naturale din Aiud a fost înființat în anul 1796 de profesorul Ferenc Benkő (1745-1816) pe lângă Colegiul Reformat din Aiud.